# San Carlos de las Minas

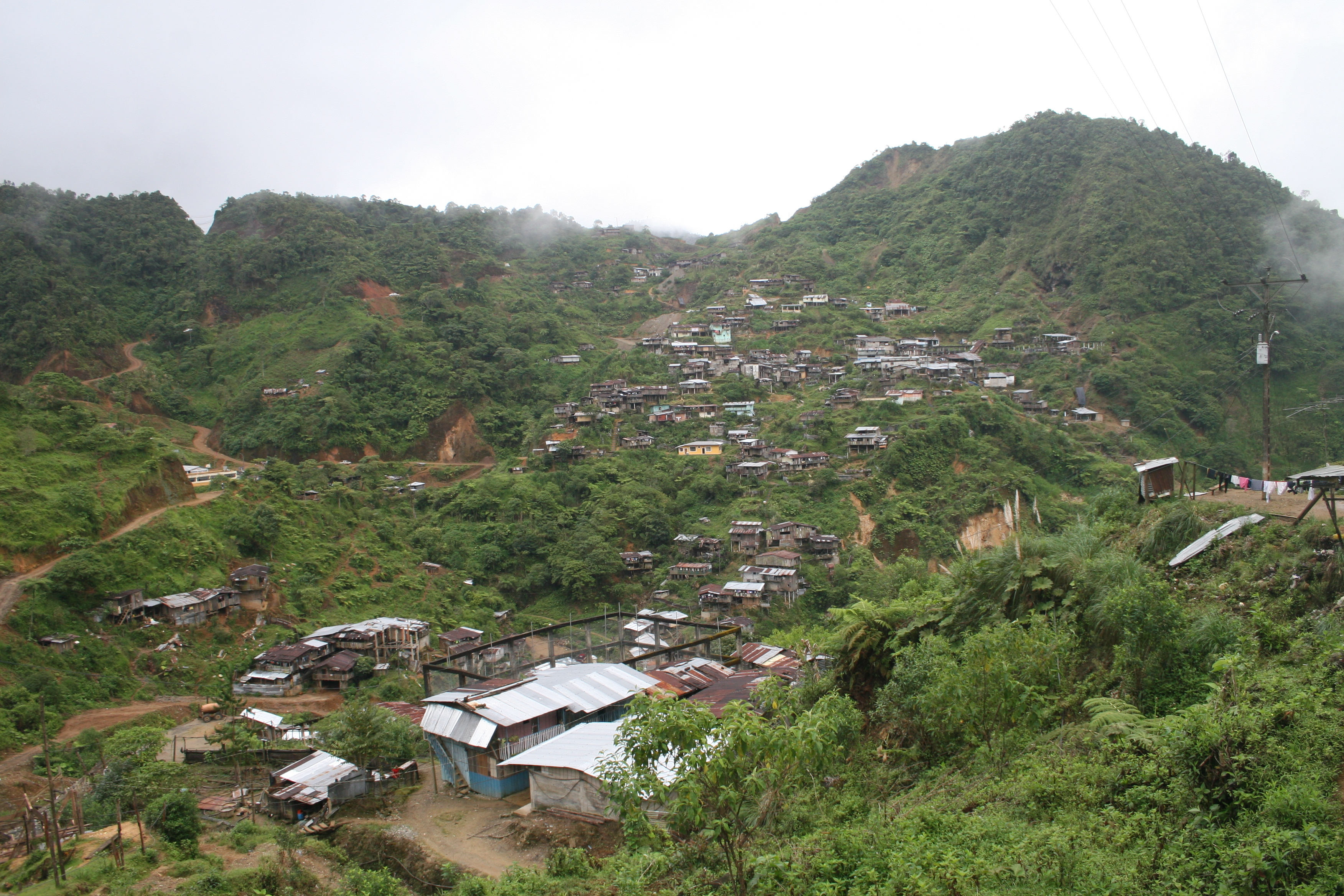
Bergarbeitersiedlung Nambija (2010)

San Carlos de las Minas ist eine Parroquia rural („ländliches Kirchspiel“) im Kanton Zamora der ecuadorianischen Provinz Zamora Chinchipe. Sitz der Verwaltung ist San Carlos mit 948 Einwohnern. Die Parroquia besitzt eine Fläche von 148,9 km². Die Einwohnerzahl lag beim Zensus 2010 bei 2180. Die Parroquia wurde am 7. Januar 1994 eingerichtet. In der Parroquia gibt es folgende 10 Barrios: San Carlos, Buena Esperanza, San Antonio de Cumay, Cumay, San Agustín, Puente Azul, Namacuntza, San Miguel, Las Orquídeas, Los Laureles. Ferner gibt es die Bergarbeitersiedlung Nambija.

## Lage
Die Parroquia San Carlos de las Minas liegt an der Ostflanke der Cordillera Real im Südosten von Ecuador. Das Areal erstreckt sich über das Flusstal des Río Nambija, ein kleinerer rechter Nebenfluss des Río Zamora. Der Hauptort liegt auf einer Höhe von 1020 m 15 km ostnordöstlich der Provinzhauptstadt Zamora.

## Wirtschaft
Im südlichen Osten der Parroquia befinden sich die Minas Nambija, wo Gold abgebaut wird.